# The Marriage of William Ashe
The Marriage of William Ashe est un film américain réalisé par Edward Sloman, sorti en 1921.

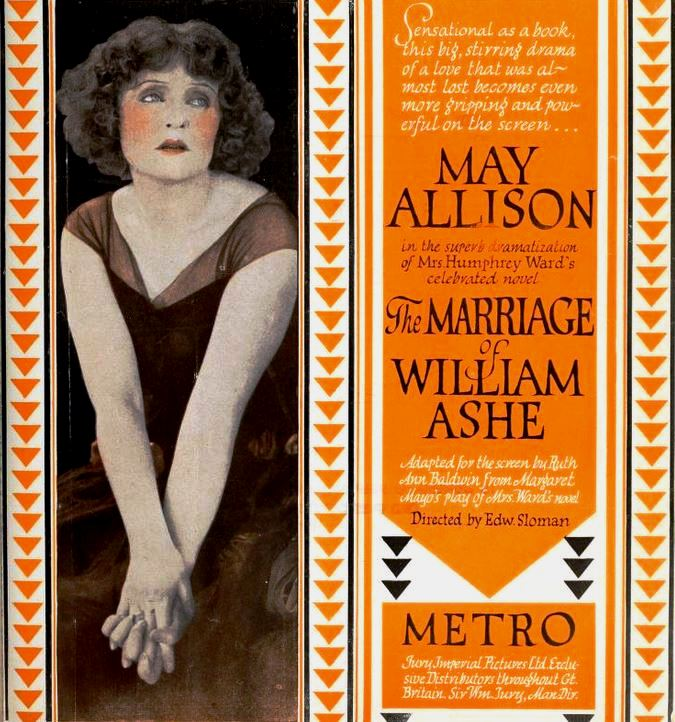
Annonce pour le film dansThe Film Daily.

C'est un des nombreux films muets réalisés sur le thème du mariage.

## Synopsis
Lady Kitty Bristol, une jeune femme britannique, quitte un couvent français après avoir lu Freedom, un ouvrage radical de Geoffrey Cliffe. Lors d’une visite à Londres, Kitty rencontre Geoffrey Cliffe et William Ashe, alors ministre de l’Intérieur. Après son mariage avec William, Kitty dresse des caricatures peu flatteuses des membres du Cabinet britannique, au grand amusement de son mari. Geoffrey lui conseille de les publier dans un livre, suggérant que cela pourrait favoriser la carrière de William. Elle provoque alors un scandale en apparaissant à moitié nue lors d’un spectacle de charité. William est contraint de démissionner et, lorsqu’il découvre que Kitty est partie, il réprimande Geoffrey pour sa mauvaise influence. Plus tard, William retrouve Kitty au couvent, et ils se réconcilient.

## Fiche technique
- Réalisation : Edward Sloman
- Scénario : Ruth Ann Baldwin d'après le roman britannique The Marriage of William Ashe de Mary Augusta Ward et l'adaptation au théâtre par Margaret Mayo[3]
- Production : Metro Pictures
- Photographie : Jackson Rose
- Décors : John Holden[4]
- Genre : Mélodrame[5]
- Durée : 6 bobines
- Date de sortie : 6 janvier 1921

## Distribution
- May Allison : Lady Kitty Bristol
- Wyndham Standing : William Ashe
- Zeffie Tilbury : Lady Tranmore
- Frank Elliott : Geoffrey Cliffe
- Robert Bolder : Lord Parham
- Lydia Yeamans Titus : Lady Parham

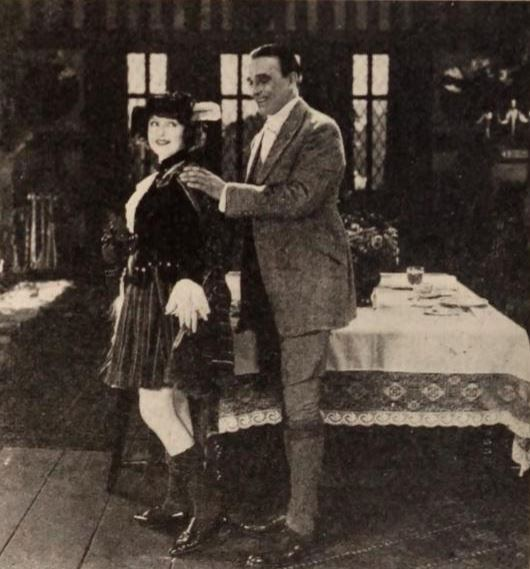
May Allison et Wyndham Standing dans une scène du film.

- Clarissa Selwynne : Lady Mary Lyster